# Bomolocha velatipennis
Bomolocha velatipennis là một loài bướm đêm trong họ Noctuidae.